# Demodex bovis
Demodex bovis är en spindeldjursart som beskrevs av Stiles 1892. Demodex bovis ingår i släktet Demodex och familjen Demodecidae. Inga underarter finns listade i Catalogue of Life.